# Eugen Hamm (Kameramann)
Eugen Hamm (* 3. April 1869 in Kehl; † 6. Mai 1944 in Berlin) war ein deutscher Kameramann.

## Leben
Er studierte bis 1890 sieben Jahre an der Kunstgewerbeschule Karlsruhe bei Hermann Götz sowie in München, Salzburg, Offenburg und bei Hoffotograf Emil Bieber in Berlin.
Im Berliner Kaufhaus Wertheim wurde er Leiter der Abteilung für künstlerische Fotografie. 1911 drehte er für die französische Filmgesellschaft Pathé zwei Literaturverfilmungen nach Victor Hugo. 1912 begleitete er Kaiser Wilhelm II. als Kameramann auf seiner Yacht Hohenzollern. 1912/1913 arbeitete er für Pathé als Bildberichterstatter im Balkankrieg.
Von 1914 bis 1917 war Hamm Kriegsreporter für die Berliner Eiko-Film, ab 1917 stand er in gleicher Funktion in den Diensten des Generalstabes. Danach kehrte er zu seiner Tätigkeit als Spielfilmkameramann zurück. Seine bedeutendste Leistung wurde das in Grodno entstandene Revolutionsdrama Ssanin.
Ab 1926 drehte er erneut vorwiegend Wochenschauaufnahmen und Kulturfilme. Im Dritten Reich leitete er die Fachschaft Kamera im Rahmen der Reichsfachschaft Film. Er darf nicht mit dem Maler Eugen Hamm (1885–1930) verwechselt werden.

## Filmografie
- 1911: Notre Dame de Paris
- 1912: Les misérables
- 1917: Die Abenteuer des Kapitän Hansen
- 1918: Totenkopfreiter
- 1918: Suchomlinow
- 1919: Blondes Gift
- 1919: Taumel
- 1919: Seine Beichte
- 1920: Abend – Nacht – Morgen
- 1920: Der Menschheit Anwalt
- 1920: Die Faust im Dunkel
- 1920: Der Knabe Eros
- 1920: Der schwarze Graf
- 1920: Der Schädel der Pharaonentochter
- 1920: Die Flucht durch Flammen
- 1921: Das Rätsel der Sphinx
- 1921: Die Dame im Koffer
- 1921: Der Liebeskorridor
- 1921: Das Haus des Dr. Gaudeamus
- 1921: Die rote Hexe
- 1921: Der rätselhafte Tod
- 1921: Die Abenteurerin von Monte Carlo, drei Teile
- 1922: Jeremias
- 1922: Carrière – Aus dem Leben einer Tänzerin
- 1922: Christoph Columbus
- 1923: Esterella
- 1923: Das schöne Mädel
- 1924: Der Berg des Schicksals
- 1924: Zalamort
- 1924: Ssanin
- 1925: Zwischen zwei Frauen
- 1928: Mädchen, hütet Euch!
- 1928: Eine Nacht in Yoshiwara